# Szent arkangyalok fatemplom (Magyarszentbenedek)
A Szent arkangyalok fatemplom műemlék Romániában, Fehér megyében, Magyarszentbenedeken. A romániai műemlékek jegyzékében az AB-II-m-B-00317 sorszámon szerepel.